# Anna van Groot-Brittannië
Anna Stuart (St. James's Palace, Londen, 6 februari 1665 – Kensington Palace, Londen, 1 augustus 1714), bekend als Queen Anne, was van 1702 tot 1707 koningin van Engeland en Schotland en daarna tot 1714 van Groot-Brittannië. Zij was de dochter van koning Jacobus II en zijn eerste vrouw, Anna Hyde.

## Jeugd
Anna werd geboren in het St. James's Palace te Londen, als de tweede dochter van Jacobus, toenmalig hertog van York en later koning Jacobus II van Engeland en diens eerste vrouw Lady Anne Hyde. Anna's oom aan vaderskant was koning Karel II van Engeland en haar oudere zuster was de toekomstige koningin Maria II. Anna en Maria waren de enige twee kinderen van de hertog en hertogin van York die de volwassenheid bereikten. Anna leed als kind aan een ooginfectie. Voor een medische behandeling ging ze naar Frankrijk. Daar woonde ze bij haar grootmoeder, Henriëtta Maria van Frankrijk en na de dood van Henriëtta Maria bij haar tante Henriëtta Anne van Engeland, de hertogin van Orléans. Anna keerde terug naar Engeland in 1670. Rond 1673 maakte Anna kennis met Sarah Churchill, Sarah werd haar beste en ook invloedrijkste vriendin. Sarah trouwde later met John Churchill (de toekomstige hertog van Marlborough). John werd Anna’s belangrijkste militaire bevelhebber, die grote successen zou boeken in de Spaanse Successieoorlog.
In 1673 werd bekend dat Anna’s vader Jacobus zich had bekeerd tot de Rooms-Katholieke Kerk. Op instructies van Karel II kregen Anna en Maria echter een protestantse opvoeding. Op 28 juli 1683 trouwde Anna met de protestantse Deense prins George. George was een zoon van de Deense koning Frederik III en koningin Sophia Amalia van Brunswijk-Lüneburg. Hij was een broer van Christiaan V. Sarah Churchill werd Anna’s eerste hofdame.

## Regering van haar vader
Toen koning Karel II stierf in 1685 (hij bekeerde zich op zijn sterfbed tot de Rooms-Katholieke Kerk), werd Anna’s vader koning als Jacobus II. De katholieke Jacobus werd niet goed ontvangen door het Engelse volk. De stemming werd er niet beter op toen koningin Maria, Jacobus’ tweede vrouw, een zoon baarde (Jacobus Frans Eduard) op 10 juni 1688. De katholieke monarchie leek daarmee herboren. Er werden geruchten verspreid dat de zoon van Jacobus onwettig was. Anna was niet aanwezig bij de geboorte. Zij verbleef toen in Bath, omdat koning Jacobus zijn dochter had weggestuurd. Hij probeerde alle protestanten buiten politieke zaken te houden. "Ik zal hiermee nooit tevreden kunnen zijn," schreef Anna aan Maria. De ontevredenheid over Jacobus' regering groeide met de dag.
In 1688 koos zij, onder invloed van haar vriendin Sarah en diens echtgenoot John Churchill, de zijde van haar zwager Willem III en haar zus Mary II tegen haar vader. Prinses Anna’s zuster en zwager, Maria en Willem, vielen vanuit de Nederlandse Republiek Engeland binnen om haar impopulaire vader te onttronen, wat ook lukte; hij sleet de rest van zijn leven in ballingschap. Tijdens de nacht van de revolutie slopen Anna en George, met John Churchills hulp, langs een achterpoortje uit het paleis van Whitehall. Zij maakten vervolgens enkele maanden een rondreis door Noord-Engeland en hielden zich gedeisd, totdat de kust veilig was om naar Londen terug te keren. Dit is later de Glorious Revolution van 1688 genoemd.

## Regering van Willem en Maria

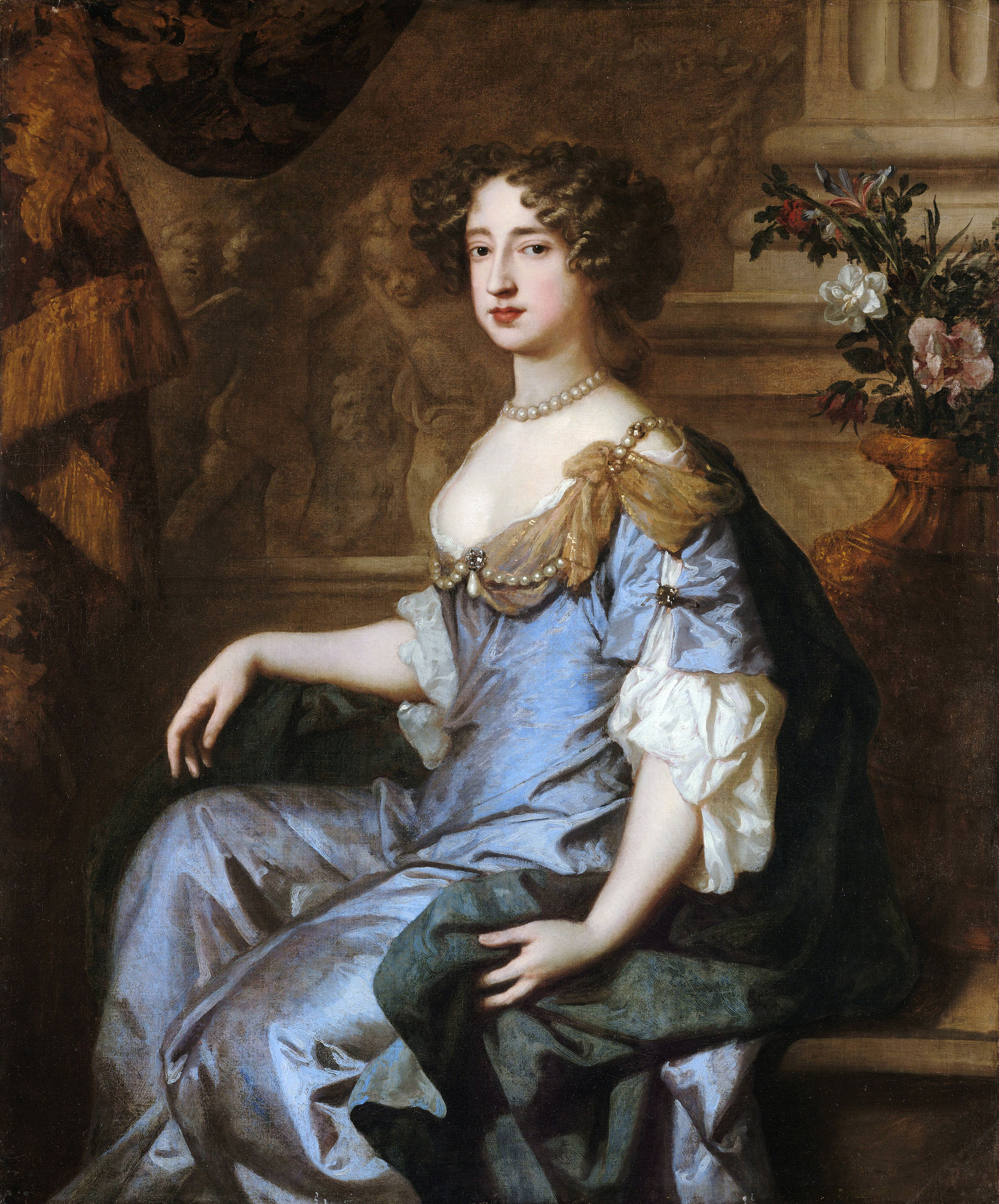
Koningin Maria II, de zuster van Anna

Kort na hun bestijging van de troon werd John Churchill door Willem en Maria beloond door hem tot graaf van Marlborough te benoemen. In 1692 werd Marlborough verdacht van steun aan de jakobieten en door koningin Maria II ontslagen. Dit ontslag tastte de relatie met haar zuster Anna aan, zodat ze elkaar nog maar weinig zagen.
Toen Maria II stierf aan de pokken in 1694, regeerde Willem III alleen verder. Hij probeerde zijn eigen populariteit (die altijd veel lager was geweest dan die van zijn vrouw) te vergroten door de relatie met prinses Anna te herstellen. Zij mocht terugkeren naar St. James’s Palace. Zodoende kon Willem haar als regentes benoemen als hij voor een oorlog het land moest verlaten.
In die periode ondervonden prins George en prinses Anna veel tegenspoed. Rond 1700 was de toekomstige koningin al zeventien keer zwanger geweest; twaalf daarvan liepen uit op miskramen of doodgeboren kinderen. Van de vijf overgebleven kinderen stierven er vier voor hun tweede verjaardag. Haar langst levende zoon was prins William, hertog van Gloucester. De jongen had een waterhoofd en hierdoor een slecht evenwicht, maar leek voor de rest gezond. Hij had een grote belangstelling voor het leger en speelde vaak soldaatje met de andere kinderen van zijn hofhouding. Willem III was kennelijk erg gesteld op zijn neefje en wilde hem klaarstomen voor zijn rol als toekomstig monarch. Voor zijn verjaardag componeerde Henry Purcell een ode met slagwerk, trompetten en jachthoorns, het soort muziek waar William van hield. Uit zijn briefjes aan Willem III blijkt dat de jonge hertog zijn oom oprecht bewonderde, die voor hem een kamer in zijn paleis inrichtte, zodat hij hem steeds bij zich in de buurt kon hebben. Met prins William leek de troonsopvolging dan ook verzekerd, maar ook hij stierf al op 29 juli 1700 op elfjarige leeftijd; zijn dood had een opvolgingscrisis tot gevolg. Willem en Maria hadden geen kinderen, dus daarom was prinses Anna de troonopvolgster. Zij was de enige die dankzij de Bill of Rights de troon kon bestijgen. Als de opvolging via Anna niet mogelijk was, dan zou de afgezette koning Jacobus of zijn zoon Jacobus Frans Eduard Stuart (the “Old Pretender”) recht hebben op de troon. Anna, inmiddels midden de dertig, ging geregeld baden in het kuuroord van Bath in de hoop alsnog zwanger te worden. Zij leed aan chronische artritis en werd mettertijd zwaarlijvig. Aangezien lopen te pijnlijk werd, liet ze zich meestal dragen.
Dus, om te voorkomen dat de Rooms-katholieke koning, of misschien zijn zoon terug zou keren, nam het parlement de Act of Settlement (1701) aan, waarin bepaald werd dat wanneer prinses Anna of koning Willem III geen kinderen meer konden krijgen, de kroon dan zou overgaan op Sophia, keurvorstin van Hannover en haar nakomelingen. Sophia was een dochter van prinses Elizabeth Stuart en Elizabeth was een dochter van de Engelse koning Jacobus I van Engeland.

## Anna's regering

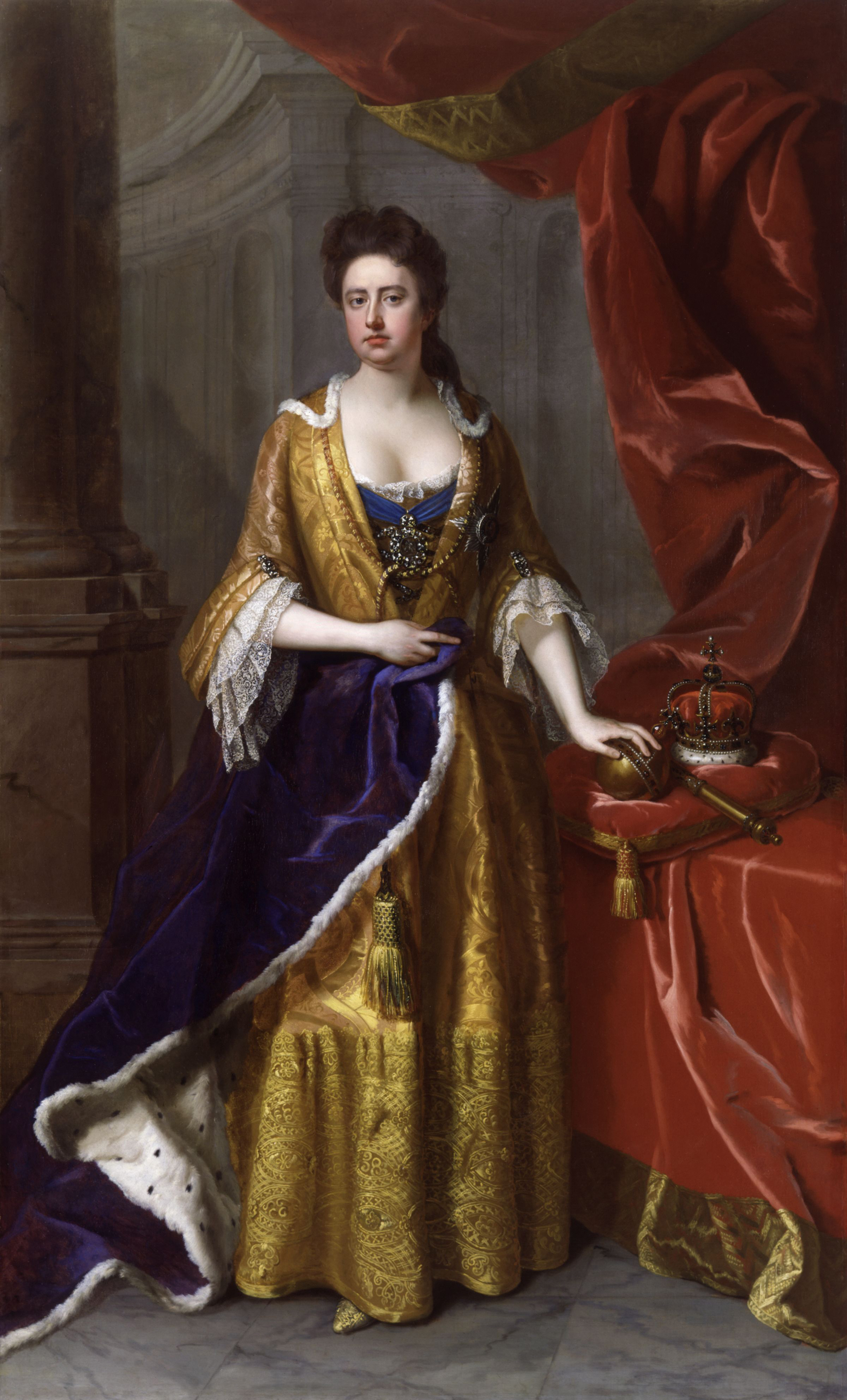
Koningin Anne geschilderd door de Zweedse schilder Michael Dahl in 1705

Op 8 maart 1702 stierf Anna's zwager, koning Willem III te Hampton Court Palace in Londen. Toen werd Anna koningin van Engeland en Schotland. Ze werd gekroond op 23 april te Westminster Abbey. De toen al aan de gang zijnde Spaanse Successieoorlog, waarin Engeland de aartshertog Karel steunde bij zijn aanspraak op de Spaanse troon, zou haar buitenlandse en binnenlandse politiek sterk beïnvloeden. Deze oorlog zou duren tot aan Anna’s laatste regeringsjaar.
Kort na haar troonsbestijging wees Anna haar man aan als Lord High Admiral en gaf hem controle over de Engelse marine. Zij benoemde John Churchill tot kapitein-generaal van het leger. Hij werd tot ridder geslagen in de Orde van de Kousenband en kreeg ook de titel hertog van Marlborough. De hertogin van Marlborough (haar vriendin Sarah dus) werd aangewezen als Mistress of the Robes, de hoogste positie die een dame aan het hof kon krijgen.
Anna’s man, prins George van Denemarken, stierf op 28 oktober 1708. Zijn bevelhebberschap over de Marine was impopulair geweest bij de leiders van de Whigs. Toen hij op zijn sterfbed lag, probeerden sommige leiders van de Whigs hem af te zetten als Lord High Admiral. Anna schakelde de hulp in van de hertog van Marlborough, om ervoor te zorgen dat de daartoe strekkende motie niet werd ingediend. De dood van prins George was een zeer grote schok voor koningin Anna. Het was een keerpunt in haar relatie met haar oude vriendin, Sarah Churchill, die als enige van haar hofhouding weigerde rouwkleding te dragen en een steeds aanmatigender houding aannam. Zolang John Churchill onmisbaar was als legerleider, kon zij daarmee wegkomen, maar toen de Spaanse Successieoorlog ten einde liep, werd zij van haar invloedrijke functies aan het hof ontheven.
Onder haar regering voltrok zich de vereniging van Engeland en Schotland in het Verenigd Koninkrijk van Groot-Brittannië krachtens de Acts of Union (1707). Engeland en Schotland hadden in de eeuw daarvoor al vaak eenzelfde vorst gehad, maar nu werd dit wettelijk vastgelegd. In de strijd tussen de politieke partijen de Whigs (liberalen) en de Tories (conservatieven) zette zij aanvankelijk de Whig-politiek van haar voorganger Willem III voort, hoewel zij zelf sympathiseerde met de Tories. John en Sarah Churchill, die aan de kant van de Whigs stonden, beheersten door haar gunst het politieke leven in hoge mate en kregen grote invloed op de koningin. In 1711 ontstond er echter onenigheid, enerzijds over de gevolgde politiek, anderzijds over het toenemend overheersende gedrag van de Churchills en vielen zij in ongenade.
Anna koos toen de kant van de Tories. Misschien op aansporing van zijn vrouw verzocht Marlborough de koningin, hem tot Lord High Admiral voor het leven te benoemen als opvolger van George. Dit was een stap te ver. De vervreemding tussen de koningin en haar generaal droeg ertoe bij dat Marlborough, de held van de Whigs, met zijn gezin in vrijwillige ballingschap ging en Anna zich toenemend met Tories omringde.
In 1710 ontving Anna een delegatie van vier Mohawk-stamhoofden die haar om ondersteuning tegen de Fransen verzochten, een verzoek dat ze inwilligde. Het bezoek van deze Vier Indianenkoningen veroorzaakte een grote sensatie in Londen. De zogeheten Oorlog van koningin Anna liep voordelig af voor Groot-Brittannië, dat grote delen van Canada inlijfde.

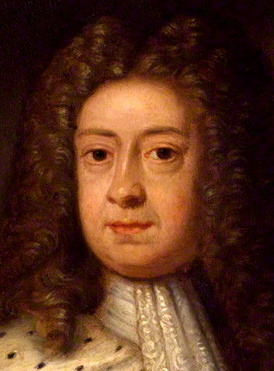
George van Hannover, hij volgde koningin Anna op als koning van Groot-Brittannië

Aangezien Anna ernstig gehinderd werd door haar zwakke gezondheid, viel de feitelijke regering steeds meer in handen van de ministers. Zij werden weliswaar door Anna benoemd, maar legden voortaan vooral verantwoording af aan het Lagerhuis. Hoewel de betiteling minister-president (Prime Minister) nog niet bestond, leidden ministers als Robert Harley, earl van Oxford (1660-1724), en Henry St John, burggraaf Bolingbroke (1678-1751), in feite het bestuur. Anna was de laatste Britse vorst die weigerde een wet te ondertekenen. Dat gebeurde in 1708. In het ongeschreven Britse staatsrecht heet het koninklijk vetorecht sindsdien "zo dood als koningin Anna".
Onder Anna’s regering kwam de Britse pers tot ontwikkeling. Tijdschriften en kranten van alle politieke strekkingen aanschouwden in deze periode het levenslicht en er circuleerden duizenden pamfletten met het laatste internationale nieuws en politieke commentaren, die niet steeds naar de zin van de koningin waren. Zij trachtte wetgeving in te voeren die de verspreiding van opruiend of aanstootgevend materiaal moest tegengaan, zij het zonder veel succes. Daniel Defoe bracht een tijd in de gevangenis door, nadat hij een beledigende satire over het hof had geschreven; ook met Jonathan Swift stond Anna op gespannen voet. De republikeins gezinde satiricus John Tutchin werd in gevangenschap doodgeslagen. Door de introductie van de Stamp Duty werd voortaan belasting op kranten en pamfletten geheven; hierop werd The Tatler van Joseph Addison en Richard Steele opgedoekt. Steele werd vervolgens kortstondig parlementslid, alvorens in 1713 wegens een controversieel pamflet te worden afgezet. Dichters als Alexander Pope en Matthew Prior stonden daarentegen positief tegenover de koningin. Kenmerkend voor de periode van koningin Anna is de politieke polarisering van de kunsten en journalistiek, die gedurende de achttiende eeuw bleef voortbestaan.
Anna was de laatste vorst uit het Huis Stuart. In haar laatste weken verzette zij zich hevig tegen een voorstel van haar Whig-ministers om de prins van Hannover uit te nodigen in Engeland te komen wonen; dit was voor haar een onaanvaardbare ondermijning van haar gezag. De avond na de kabinetsvergadering waarin ze dit voorstel resoluut van tafel veegde, kreeg ze een beroerte. Op haar sterfbed benoemde ze Charles Talbot, hertog van Shrewsbury, tot Lord Chancellor. Shrewsbury was een compromisfiguur tussen haar depressieve vertrouweling Harley, die na de dood van zijn dochter aan de drank was geraakt en St John, die een openlijke jakobiet was en door Anna gewantrouwd werd.
Anna stierf op 1 augustus 1714 en werd bijgezet in de Westminster Abbey. Volgens de Act of Settlement uit 1701 zou zij worden opgevolgd door Sophia van de Palts, dochter van Elizabeth Stuart en kleindochter van koning Jacobus I. Prinses Sophia overleed echter enkele weken eerder dan Anna, waarop Sophia's zoon, prins George Lodewijk van Hannover, de opvolger werd en de troon besteeg als George I. Hij had van tevoren vanuit Hannover de ministers benoemd die na Anna’s dood, in afwachting van zijn intrede, een voorlopige regering moesten vormen.
Anna werd geprezen om haar zoetgevooisdheid; ze had een aangenaam en helder stemgeluid. In haar jeugd had ze gezongen en gedanst in masques aan het hof van haar oom Karel II. Volgens een anekdote uit die tijd zou Karel II dermate onder de indruk van haar vocale gaven zijn geweest, dat hij haar aanraadde dictielessen bij de vermaarde actrice Elizabeth Barry te volgen. Ergens rond 1680 moet Barry haar stemcoach zijn geweest.

## Kinderen
Koningin Anna werd in totaal zeventien keer zwanger. Twaalf van haar zwangerschappen liepen uit op een miskraam of doodgeboren kinderen. Van de vijf levend geborenen overleden er vier vóór hun tweede verjaardag. De vijfde overleed op 11-jarige leeftijd.
- Maria (2 juni 1685 – 8 februari 1687)
- Anne Sophia (12 mei 1686 – 2 februari 1687)
- Willem (24 juli 1689 – 29 juli 1700), werd door koning Willem III tot hertog van Gloucester benoemd
- Maria (14 oktober 1690) overleed op dezelfde dag
- George (17 april 1692) overleed op dezelfde dag

## Kwartierstaat (voorouders)
| Jacobus I van Engeland (1566-1625) | Jacobus I van Engeland (1566-1625) | Jacobus I van Engeland (1566-1625) | Jacobus I van Engeland (1566-1625) | Jacobus I van Engeland (1566-1625) | Jacobus I van Engeland (1566-1625) | Anna van Denemarken (1574-1619)  | Anna van Denemarken (1574-1619)  | Anna van Denemarken (1574-1619)   | Anna van Denemarken (1574-1619)   | Anna van Denemarken (1574-1619)     | Anna van Denemarken (1574-1619)     |                                     |                                     | Hendrik IV van Frankrijk (1553-1610) | Hendrik IV van Frankrijk (1553-1610) | Hendrik IV van Frankrijk (1553-1610)      | Hendrik IV van Frankrijk (1553-1610)      | Hendrik IV van Frankrijk (1553-1610)      | Hendrik IV van Frankrijk (1553-1610)      | Maria de' Medici (1575-1642)              | Maria de' Medici (1575-1642)              | Maria de' Medici (1575-1642) | Maria de' Medici (1575-1642) | Maria de' Medici (1575-1642)          | Maria de' Medici (1575-1642)          |                                       |                                       | Henry Hyde (overleden in 1634)        | Henry Hyde (overleden in 1634)        | Henry Hyde (overleden in 1634) | Henry Hyde (overleden in 1634) | Henry Hyde (overleden in 1634) | Henry Hyde (overleden in 1634) | Mary Langford            | Mary Langford            | Mary Langford            | Mary Langford            | Mary Langford         | Mary Langford         |                          |                          | Thomas Aylesbury (1576-1657) | Thomas Aylesbury (1576-1657) | Thomas Aylesbury (1576-1657)  | Thomas Aylesbury (1576-1657)  | Thomas Aylesbury (1576-1657)  | Thomas Aylesbury (1576-1657)  | Anne Denman (1587–1661)       | Anne Denman (1587–1661)       | Anne Denman (1587–1661)   | Anne Denman (1587–1661)   | Anne Denman (1587–1661)   | Anne Denman (1587–1661)   |  |  |  |  |  |  |  |  |  |  |  |  |  |  |  |  |  |  |  |  |  |  |  |  |  |  |  |  |  |  |  |  |  |  |  |  |  |  |  |  |  |  |  |  |  |  |  |  |
| Jacobus I van Engeland (1566-1625) | Jacobus I van Engeland (1566-1625) | Jacobus I van Engeland (1566-1625) | Jacobus I van Engeland (1566-1625) | Jacobus I van Engeland (1566-1625) | Jacobus I van Engeland (1566-1625) | Anna van Denemarken (1574-1619)  | Anna van Denemarken (1574-1619)  | Anna van Denemarken (1574-1619)   | Anna van Denemarken (1574-1619)   | Anna van Denemarken (1574-1619)     | Anna van Denemarken (1574-1619)     |                                     |                                     | Hendrik IV van Frankrijk (1553-1610) | Hendrik IV van Frankrijk (1553-1610) | Hendrik IV van Frankrijk (1553-1610)      | Hendrik IV van Frankrijk (1553-1610)      | Hendrik IV van Frankrijk (1553-1610)      | Hendrik IV van Frankrijk (1553-1610)      | Maria de' Medici (1575-1642)              | Maria de' Medici (1575-1642)              | Maria de' Medici (1575-1642) | Maria de' Medici (1575-1642) | Maria de' Medici (1575-1642)          | Maria de' Medici (1575-1642)          |                                       |                                       | Henry Hyde (overleden in 1634)        | Henry Hyde (overleden in 1634)        | Henry Hyde (overleden in 1634) | Henry Hyde (overleden in 1634) | Henry Hyde (overleden in 1634) | Henry Hyde (overleden in 1634) | Mary Langford            | Mary Langford            | Mary Langford            | Mary Langford            | Mary Langford         | Mary Langford         |                          |                          | Thomas Aylesbury (1576-1657) | Thomas Aylesbury (1576-1657) | Thomas Aylesbury (1576-1657)  | Thomas Aylesbury (1576-1657)  | Thomas Aylesbury (1576-1657)  | Thomas Aylesbury (1576-1657)  | Anne Denman (1587–1661)       | Anne Denman (1587–1661)       | Anne Denman (1587–1661)   | Anne Denman (1587–1661)   | Anne Denman (1587–1661)   | Anne Denman (1587–1661)   |  |  |  |  |  |  |  |  |  |  |  |  |  |  |  |  |  |  |  |  |  |  |  |  |  |  |  |  |  |  |  |  |  |  |  |  |  |  |  |  |  |  |  |  |  |  |  |  |
|                                    |                                    |                                    |                                    |                                    |                                    |                                  |                                  |                                   |                                   |                                     |                                     |                                     |                                     |                                      |                                      |                                           |                                           |                                           |                                           |                                           |                                           |                              |                              |                                       |                                       |                                       |                                       |                                       |                                       |                                |                                |                                |                                |                          |                          |                          |                          |                       |                       |                          |                          |                              |                              |                               |                               |                               |                               |                               |                               |                           |                           |                           |                           |  |  |  |  |  |  |  |  |  |  |  |  |  |  |  |  |  |  |  |  |  |  |  |  |  |  |  |  |  |  |  |  |  |  |  |  |  |  |  |  |  |  |  |  |  |  |  |  |
|                                    |                                    |                                    |                                    | Karel I van Engeland (1600-1649)   | Karel I van Engeland (1600-1649)   | Karel I van Engeland (1600-1649) | Karel I van Engeland (1600-1649) | Karel I van Engeland (1600-1649)  | Karel I van Engeland (1600-1649)  |                                     |                                     |                                     |                                     |                                      |                                      | Henriëtta Maria van Frankrijk (1609-1669) | Henriëtta Maria van Frankrijk (1609-1669) | Henriëtta Maria van Frankrijk (1609-1669) | Henriëtta Maria van Frankrijk (1609-1669) | Henriëtta Maria van Frankrijk (1609-1669) | Henriëtta Maria van Frankrijk (1609-1669) |                              |                              |                                       |                                       |                                       |                                       |                                       |                                       |                                |                                | Edward Hyde (1553-1610)        | Edward Hyde (1553-1610)        | Edward Hyde (1553-1610)  | Edward Hyde (1553-1610)  | Edward Hyde (1553-1610)  | Edward Hyde (1553-1610)  |                       |                       |                          |                          |                              |                              | Frances Aylesbury (1575-1642) | Frances Aylesbury (1575-1642) | Frances Aylesbury (1575-1642) | Frances Aylesbury (1575-1642) | Frances Aylesbury (1575-1642) | Frances Aylesbury (1575-1642) |                           |                           |                           |                           |  |  |  |  |  |  |  |  |  |  |  |  |  |  |  |  |  |  |  |  |  |  |  |  |  |  |  |  |  |  |  |  |  |  |  |  |  |  |  |  |  |  |  |  |  |  |  |  |
|                                    |                                    |                                    |                                    | Karel I van Engeland (1600-1649)   | Karel I van Engeland (1600-1649)   | Karel I van Engeland (1600-1649) | Karel I van Engeland (1600-1649) | Karel I van Engeland (1600-1649)  | Karel I van Engeland (1600-1649)  |                                     |                                     |                                     |                                     |                                      |                                      | Henriëtta Maria van Frankrijk (1609-1669) | Henriëtta Maria van Frankrijk (1609-1669) | Henriëtta Maria van Frankrijk (1609-1669) | Henriëtta Maria van Frankrijk (1609-1669) | Henriëtta Maria van Frankrijk (1609-1669) | Henriëtta Maria van Frankrijk (1609-1669) |                              |                              |                                       |                                       |                                       |                                       |                                       |                                       |                                |                                | Edward Hyde (1553-1610)        | Edward Hyde (1553-1610)        | Edward Hyde (1553-1610)  | Edward Hyde (1553-1610)  | Edward Hyde (1553-1610)  | Edward Hyde (1553-1610)  |                       |                       |                          |                          |                              |                              | Frances Aylesbury (1575-1642) | Frances Aylesbury (1575-1642) | Frances Aylesbury (1575-1642) | Frances Aylesbury (1575-1642) | Frances Aylesbury (1575-1642) | Frances Aylesbury (1575-1642) |                           |                           |                           |                           |  |  |  |  |  |  |  |  |  |  |  |  |  |  |  |  |  |  |  |  |  |  |  |  |  |  |  |  |  |  |  |  |  |  |  |  |  |  |  |  |  |  |  |  |  |  |  |  |
|                                    |                                    |                                    |                                    |                                    |                                    |                                  |                                  |                                   |                                   | Jacobus II van Engeland (1633-1701) | Jacobus II van Engeland (1633-1701) | Jacobus II van Engeland (1633-1701) | Jacobus II van Engeland (1633-1701) | Jacobus II van Engeland (1633-1701)  | Jacobus II van Engeland (1633-1701)  |                                           |                                           |                                           |                                           |                                           |                                           |                              |                              |                                       |                                       |                                       |                                       |                                       |                                       |                                |                                |                                |                                |                          |                          |                          |                          | Anna Hyde (1637-1671) | Anna Hyde (1637-1671) | Anna Hyde (1637-1671)    | Anna Hyde (1637-1671)    | Anna Hyde (1637-1671)        | Anna Hyde (1637-1671)        |                               |                               |                               |                               |                               |                               |                           |                           |                           |                           |  |  |  |  |  |  |  |  |  |  |  |  |  |  |  |  |  |  |  |  |  |  |  |  |  |  |  |  |  |  |  |  |  |  |  |  |  |  |  |  |  |  |  |  |  |  |  |  |
|                                    |                                    |                                    |                                    |                                    |                                    |                                  |                                  |                                   |                                   | Jacobus II van Engeland (1633-1701) | Jacobus II van Engeland (1633-1701) | Jacobus II van Engeland (1633-1701) | Jacobus II van Engeland (1633-1701) | Jacobus II van Engeland (1633-1701)  | Jacobus II van Engeland (1633-1701)  |                                           |                                           |                                           |                                           |                                           |                                           |                              |                              |                                       |                                       |                                       |                                       |                                       |                                       |                                |                                |                                |                                |                          |                          |                          |                          | Anna Hyde (1637-1671) | Anna Hyde (1637-1671) | Anna Hyde (1637-1671)    | Anna Hyde (1637-1671)    | Anna Hyde (1637-1671)        | Anna Hyde (1637-1671)        |                               |                               |                               |                               |                               |                               |                           |                           |                           |                           |  |  |  |  |  |  |  |  |  |  |  |  |  |  |  |  |  |  |  |  |  |  |  |  |  |  |  |  |  |  |  |  |  |  |  |  |  |  |  |  |  |  |  |  |  |  |  |  |
|                                    |                                    |                                    |                                    |                                    |                                    |                                  |                                  |                                   |                                   |                                     |                                     |                                     |                                     |                                      |                                      |                                           |                                           |                                           |                                           |                                           |                                           |                              |                              |                                       |                                       |                                       |                                       |                                       |                                       |                                |                                |                                |                                |                          |                          |                          |                          |                       |                       |                          |                          |                              |                              |                               |                               |                               |                               |                               |                               |                           |                           |                           |                           |  |  |  |  |  |  |  |  |  |  |  |  |  |  |  |  |  |  |  |  |  |  |  |  |  |  |  |  |  |  |  |  |  |  |  |  |  |  |  |  |  |  |  |  |  |  |  |  |
|                                    |                                    |                                    |                                    |                                    |                                    |                                  |                                  |                                   |                                   |                                     |                                     |                                     |                                     |                                      |                                      |                                           |                                           |                                           |                                           |                                           |                                           |                              |                              |                                       |                                       |                                       |                                       |                                       |                                       |                                |                                |                                |                                |                          |                          |                          |                          |                       |                       |                          |                          |                              |                              |                               |                               |                               |                               |                               |                               |                           |                           |                           |                           |  |  |  |  |  |  |  |  |  |  |  |  |  |  |  |  |  |  |  |  |  |  |  |  |  |  |  |  |  |  |  |  |  |  |  |  |  |  |  |  |  |  |  |  |  |  |  |  |
| Karel Stuart (1660-1661)           | Karel Stuart (1660-1661)           | Karel Stuart (1660-1661)           | Karel Stuart (1660-1661)           | Karel Stuart (1660-1661)           | Karel Stuart (1660-1661)           |                                  |                                  | Maria II van Engeland (1662-1695) | Maria II van Engeland (1662-1695) | Maria II van Engeland (1662-1695)   | Maria II van Engeland (1662-1695)   | Maria II van Engeland (1662-1695)   | Maria II van Engeland (1662-1695)   |                                      |                                      | Jacobus Stuart (1663-1667)                | Jacobus Stuart (1663-1667)                | Jacobus Stuart (1663-1667)                | Jacobus Stuart (1663-1667)                | Jacobus Stuart (1663-1667)                | Jacobus Stuart (1663-1667)                |                              |                              | Anna van Groot-Brittannië (1665-1714) | Anna van Groot-Brittannië (1665-1714) | Anna van Groot-Brittannië (1665-1714) | Anna van Groot-Brittannië (1665-1714) | Anna van Groot-Brittannië (1665-1714) | Anna van Groot-Brittannië (1665-1714) |                                |                                | Karel Stuart (1666-1667)       | Karel Stuart (1666-1667)       | Karel Stuart (1666-1667) | Karel Stuart (1666-1667) | Karel Stuart (1666-1667) | Karel Stuart (1666-1667) |                       |                       | Edgar Stuart (1667–1671) | Edgar Stuart (1667–1671) | Edgar Stuart (1667–1671)     | Edgar Stuart (1667–1671)     | Edgar Stuart (1667–1671)      | Edgar Stuart (1667–1671)      |                               |                               | 2 jong overleden dochters     | 2 jong overleden dochters     | 2 jong overleden dochters | 2 jong overleden dochters | 2 jong overleden dochters | 2 jong overleden dochters |  |  |  |  |  |  |  |  |  |  |  |  |  |  |  |  |  |  |  |  |  |  |  |  |  |  |  |  |  |  |  |  |  |  |  |  |  |  |  |  |  |  |  |  |  |  |  |  |